# 俊成卿述懐百首
俊成卿述懐百首（しゅんぜいきょうじゅっかいひゃくしゅ）は、平安時代後期の保延6、7年（1140-1141年）に藤原俊成（当時は顕広。27、28歳）が堀河百首題を、不遇・沈淪を嘆く「述懐」に寄せて詠んだ百首歌。保延百首ともいう。
家集『長秋詠藻』上巻に所収。続群書類従390所収本のように独立の伝本もあるが、後代に家集から抄出された本文であり、家集収録以前の独立した伝本は現存しない。
藤原俊成は九度十三種の百首歌を遺しており、これに守覚法親王五十首和歌を合わせた1350首という数字は彼の全和歌作品の6割強にあたる。独詠はこの述懐百首と五社百首と祇園社百首の三度七種である。
崇徳天皇の内裏歌壇との関係の生ずるきっかけとなったか、そうでないにせよこの内裏歌壇で晴れて活動し始めたばかりの頃の詠作である。千載和歌集以降の勅撰和歌集に26首入集しており、注目すべき初期の百首であるといえる。